# Хермескайль
Хермескайль (нем. Hermeskeil) — город в Германии, в земле Рейнланд-Пфальц. 
Входит в состав района Трир-Саарбург. Подчиняется управлению Хермескайль.  Население составляет 5623 человека (на 31 декабря 2010 года). Занимает площадь 30,85 км². Официальный код  —  07 2 35 045.
Город подразделяется на 3 городских района.

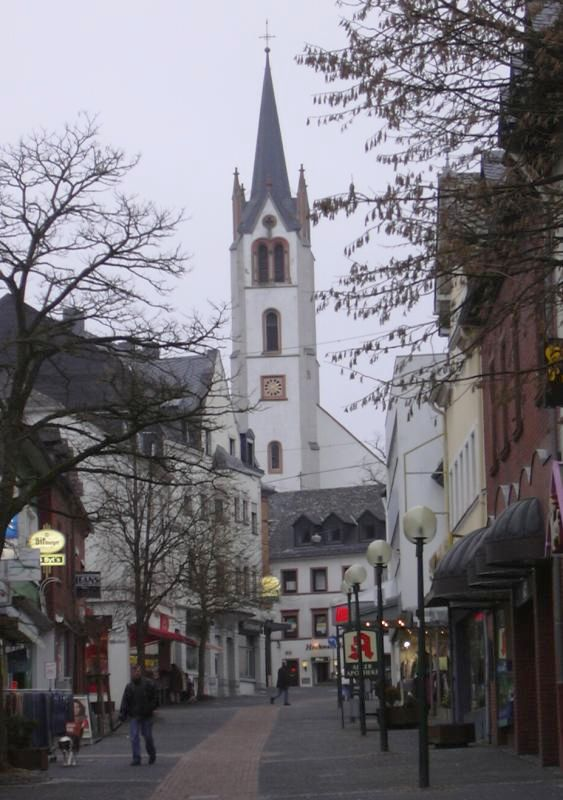
Церковь